# Josef Bláha

Josef Bláha 1977

Josef Bláha (* 8. Juni 1924 in Novo mesto, Jugoslawien; † 6. Dezember 1994 in Prag) war ein tschechischer Schauspieler und einer der bekanntesten Film- und Fernsehstars seines Landes.

## Leben
Josef Bláha wurde als Sohn einer Slowenin und eines Tschechen geboren. Mit elf Jahren kam er mit seinen Eltern nach Prag. Zunächst absolvierte er eine zweijährige kaufmännische Ausbildung und betrieb während dieser Zeit Schauspiel nebenher als Laie.
Als der Zweite Weltkrieg ausbrach, wurden seine Theater-Ambitionen durch die deutsche Besatzung gebremst. Nach Ende der Besatzung kehrte er zu seinem Hobby zurück und spielte am Theater „Ference Futuristy“  verschiedene Rollen. Zugleich studierte er Schauspiel an der Theaterfakultät DAMU in der Klasse des Schauspiellehrers Ladislav Peska. Idealistisch trat er zu dieser Zeit in die Kommunistische Partei ein. Als er erkannte, dass diese jedoch nicht seinen Idealen entsprach, wandte er, um kein Aufsehen zu erregen, einen Trick an, um aus der Partei ausgeschlossen zu werden: Er teilte seinen Genossen „mit blutendem Herzen“ mit, er habe sein Parteibuch verloren, was einen unehrenhaften Austritt aus der Partei zur Folge hatte.

### Theater
1951 hatte er sein erstes Engagement im Prager Theater der tschechoslowakischen Armee, dem späteren Theater in den Weinbergen (Divadlo na Vinohradech), welchem er vierzig Jahre lang treu blieb. Anfangs spielte er dutzende von Nebenrollen, wie u. a. den Beelzebub in dem Theaterspiel Dalskabáty, hříšná ves aneb Zapomenutý čert (Das sündige Dorf oder Der vergessene Teufel) von Jan Drda oder die Rolle des loyalen Feurailon in Brouk v hlave (Der Käfer im Kopf) von Georges Feydeau.
Seine Hauptrollen spielte er später vorwiegend zusammen mit seinem Kollegen und besten Freund Vlastimil Brodský. Beide waren über Jahre hinweg Protagonisten in den amerikanischen Komödien Ein seltsames Paar und Ich bin nicht Rappaport. Josef Bláha musste aber auch gegen seinen Willen Rollen in sowjetischen Werken des „sozialistischen Realismus“ spielen, welche er absichtlich mit viel Selbstironie und Humor verkörperte.

### Film und Fernsehen
In seiner ersten kleinen Filmrolle war er 1947 zusammen mit Miloš Kopecký in einer Massenszene in dem Historienfilm über Jan Roháč z Dubé Der Kampf um Dube zu sehen. Ein Screenshot aus diesem Film, auf dem Josef Bláha und Miloš Kopecký zusammen zu sehen sind, hängt bis heute im Foyer des Theaters an den Weinbergen. Eine Anekdote beschreibt, dass auf diesem Bild niemand Miloš Kopecký, dafür aber jeder Josef Bláha sofort erkennt.
Sein markantestes Merkmal waren seine auffällig dunklen Augen und die mächtigen Augenbrauen und sein Talent, geschickt seine Charaktereigenschaften zu wechseln; so spielte er in mehr als 50 Filmen mit, ohne sich auf einen Charakter festlegen zu lassen. Allgemein bekannt wurde er aber erst 1968 in der Rolle des Detektivs Brůžek in der Fernsehserie Hříšní lidé města pražského (deutscher Titel: Alte Kriminalfälle) von Jiří Sequens und ihrer vier Filmfortsetzungen. Besonders auffällig war seine Darstellung des Mörders in Josef Machs Film Na kolejích čeká vrah (deutscher Titel: Der Mörder auf den Schienen) und seine Verkörperung des Hexenmeisters in der Märchenkomödie Dívka na koštěti (deutscher Titel: Das Mädchen auf dem Besenstiel) von Václav Vorlíček.
Sehr oft wurde Bláha von dem „Multigenre-Regisseur“ Jindřich Polák besetzt: Nach mehreren kleineren Rollen entstand durch die Zusammenarbeit der beiden wohl Bláhas bekannteste Rolle als Akademiker Filip, der Expeditionsleiter einer Zeitreise in der tschechischen Kultserie Návštěvníci (Die Besucher) von 1983. Da sein Gesundheitszustand, nicht zuletzt durch seinen intensiven Lebensstil, sich nach und nach in den 1980er-Jahren verschlechtert hatte und er mit vielen Rollenangeboten nicht zufrieden war, schonte sich Bláha und trat fortan nur noch selten vor die Kamera. Dem Theater blieb er trotzdem bis Ende 1991 treu.
Sein Kollege Jiří Sovák schrieb in seinen Memoiren über ihn:
„Josef Bláha sah aus wie ein niedergebrannter Rabe, der einen Waldbrand überlebte.“
Dies war nicht nur eine humorvolle Beschreibung seines Aussehens, denn Josef Bláha überlebte das ihm verhasste totalitäre System. In seinen letzten fünf Lebensjahren konnte er nicht mehr arbeiten und verbrachte die meiste Zeit im Krankenhaus. Er verstarb am 6. Dezember 1994 an den Folgen einer Darmkrebserkrankung in Prag. Josef Bláha wurde 70 Jahre alt.

## Familie
Josef Bláha war verheiratet mit Bohumila Bláhová und hat aus dieser Ehe zwei Söhne: Jiří und Pavel. Es gibt mehrere Artikel, Dokumentationen und Nachrufe, in denen erwähnt wird, dass Josef Bláha nur einen Sohn (Jiří) hat. Grund war, dass Pavel 1982 nach Westdeutschland floh und in Gießen jahrelang in einem Asylbewerberheim wohnen musste. Die Familie wurde dadurch auseinandergerissen, zusätzlich da Pavel nur seinen damals achtjährigen Sohn Richard mitnehmen konnte und seine Frau und seine damals sechsjährige Tochter zurückblieben. Das kommunistische Regime musste aufgrund der Popularität Josef Bláhas diese Flucht der Öffentlichkeit verheimlichen. Pavel Bláha wählte ein Leben außerhalb der Öffentlichkeit, der Enkel blieb dem Film treu, wenn auch nicht als Schauspieler. Richard Bláha wurde Sounddesigner und Filmkomponist und lebt heute in Berlin.

## Filmografie (Auswahl)
- 1952: Das große Abenteuer (Velké dobrodruzství)
- 1955: Verhängnisvolle Spuren (Na konci mesta)
- 1957: Der brave Soldat Schwejk in Prag (Dobrý voják Svejk)
- 1966: Der Mörder verbirgt sein Gesicht (Vrah skrývá tvár)
- 1967: Das Haus der verlorenen Seelen (Dum ztracených dusí)
- 1967: Juwelenräuber werden gejagt (Hra bez pravidel)
- 1968: Unsere verrückte Familie (Nase bláznivá rodina)
- 1968–1969: Alte Kriminalfälle (Hrísní lidé mesta prazského) (Fernsehserie)
- 1970: Der Mörder auf den Schienen (Na kolejích ceká vrah)
- 1970: Die Hexenjagd (Kladivo na carodejnice)
- 1970: Ich habe Einstein umgebracht (Zabil jsem Einsteina, panove)
- 1971: Die Partien des schönen Dragoners (Partie krásného dragouna)
- 1971: Kassendiebromanze (Penicka a Paraplícko)
- 1972: Der Tod des schwarzen Königs (Smrt cerného krále)
- 1972: Die Oase (Oáza)
- 1972: Geschichten um Schneewittchen (O Snehurce)
- 1972: Das Mädchen auf dem Besenstiel (Dívka na koštěti)
- 1973: Chronik eines weißen Sommers (Kronika zhavého léta)
- 1973: Y-17 auf dunkler Spur (Igrek 17)
- 1974: 1 + 3 = 4 (Tri nevinni)
- 1974: Eine Nacht auf Karlstein (Noc na Karlstejne)
- 1974: Hausherren und Mieter (Byl jednou jeden dum) (Fernsehserie)
- 1975: Mein Bruder hat einen prima Bruder (Muj brácha má prima bráchu)
- 1975: Passen wir zusammen, Liebling? (Hodíme se k sobe, milácku...? )
- 1976: Palette der Liebe (Paleta lásky)
- 1977: Die Kriminalfälle des Majors Zeman (30 prípadu majora Zemana) (Fernsehserie)
- 1977–1978: Die Frau hinter dem Ladentisch (Zena za pultem) (Fernsehserie)
- 1977–1978: Pan Tau (Fernsehserie)
- 1978: Das Krankenhaus am Rande der Stadt (Nemocnice na kraji mesta) (Fernsehserie)
- 1978: Der Mann mit der Adlerhenne (Muz s orlem a slepicí)
- 1978: Eine Hauptrolle für Rosmaryna (Jak se tocí Rozmaryny)
- 1978: Gesichter hinter Glas (Tvár za sklem)
- 1979: Das Geheimnis der stählernen Stadt (Tajemství Ocelového mesta)
- 1979: Ein Bruder, der sein Geld wert ist (Brácha za vsechny penize)
- 1980: Der Dorfnapoleon (Tchán)
- 1980: Signum Laudis
- 1982: Bezirksverwaltung der „K“ Prag (Malý pitaval z velkého mesta) (Fernsehserie)
- 1983: Die Besucher (Návstevníci)
- 1983: Zwei feurige Damen (Ohnivé zeny)
- 1984: Der Wunschkindautomat (Bambinot) (Fernsehserie)
- 1986: Die Tintenfische aus dem zweiten Stock (Chobotnice z II. patra) (Fernsehserie)
- 1986: Berühmte Räubergeschichten aus aller Welt (Slavné historky zbojnické) (Fernsehserie)
- 1986: Wachtmeister in Nöten (Není sirotek jako sirotek)

## Zitate von Josef Bláha
- Ich glaube, es gibt keinen universellen Schauspieler, aber ein guter Schauspieler kann alles spielen, auch wenn nicht alles perfekt ist.

- Was der Zuschauer auf der Bühne oder dem Bildschirm sieht, sollte so schlicht und natürlich wirken, dass er das Gefühl hat, es auch schaffen zu können.